# Grand Prix automobile de Penya-Rhin 1933
Le Grand Prix de Penya-Rhin 1933  (IVo Gran Premio de Penya Rhin) est un Grand Prix qui s'est tenu sur le circuit de Montjuïc le 25 juin 1933.

## Grille de départ
| 1re ligne |                    | Pos. 3             |                 | Pos. 2            |                     | Pos. 1                |
|           |                    | Wimille Alfa Romeo |                 | Lehoux Alfa Romeo |                     | Tort Nacional Pescara |
| 2e ligne  | Pos. 6             |                    | Pos. 5          |                   | Pos. 4              |                       |
|           | De Texidor Bugatti |                    | Palacio Bugatti |                   | Nuvolari Alfa Romeo |                       |
| 3e ligne  |                    | Pos. 9             |                 | Pos. 8            |                     | Pos. 7                |
|           |                    | « Vega » Bugatti   |                 | Sameiro Bugatti   |                     | Zanelli Alfa Romeo    |
| 4e ligne  | Pos. 12            |                    | Pos. 11         |                   | Pos. 10             |                       |
|           | Angli Bugatti      |                    | Stahel Bugatti  |                   | De Morawitz Bugatti |                       |
| 5e ligne  |                    |                    |                 |                   |                     | Pos. 13               |
|           |                    |                    |                 |                   |                     | Dourel Amilcar        |

## Classement de la course
| Pos. | no | Pilote                | Écurie           | Châssis            | Tours | Temps/Abandon                 | Grille |
| ---- | -- | --------------------- | ---------------- | ------------------ | ----- | ----------------------------- | ------ |
| 1    | 16 | Juan Zanelli          | Privé            | Alfa Romeo 8C 2300 | 40    | 1 h 35 min 38 s 3 (95,1 km/h) | 7      |
| 2    | 18 | Vasco do Sameiro      | Privé            | Alfa Romeo 8C 2300 | 40    | + 1 min 45 s 7                | 8      |
| 3    | 4  | Marcel Lehoux         | Privé            | Bugatti Type 51    | 40    | + 2 min 55 s 9                | 2      |
| 4    | 10 | José Joaquin Palacio  | Privé            | Bugatti Type 35    | 40    | + 3 min 55 s 9                | 5      |
| 5    | 8  | Tazio Nuvolari        | Scuderia Ferrari | Alfa Romeo 8C 2600 | 38    | + 2 tours                     | 4      |
| 6    | 24 | Edgard de Morawitz    | Privé            | Bugatti Type 51    | 36    | + 4 tours                     | 10     |
| 7    | 12 | Jose Maria de Texidor | Privé            | Bugatti Type 35B   | 36    | + 4 tours                     | 6      |
| 8    | 32 | Émile Dourel          | Privé            | Amilcar C6         | 36    | + 4 tours                     | 13     |
| Abd. | 6  | Jean-Pierre Wimille   | Privé            | Alfa Romeo 8C 2300 | 32    | Allumage                      | 3      |
| Abd. | 20 | « Vega »              | Privé            | Bugatti Type 35    | 22    | Carburateur                   | 9      |
| Abd. | 28 | Oscar Stahel          | Privé            | Bugatti Type 35    | 18    |                               | 11     |
| Abd. | 30 | Luis Angli            | De Morawitz      | Bugatti Type 35B   | 10    |                               | 12     |
| Abd. | 2  | Esteban Tort          | Nacional Pescara | Nacional Pescara   | 7     | Moteur                        | 1      |

- Légende: Abd.=Abandon - Dsq.=Disqualifié - Np.=Non partant.

## Pole position et record du tour
- Pole position :  Esteban Tort (Nacional Pescara).
- Meilleur tour en course :  Tazio Nuvolari (Alfa Romeo) en 2 min 13 s 1.